# Ann Little
Ann Little (7 de febrero de 1891 – 21 de mayo de 1984) fue una actriz cinematográfica de estadounidense, activa en las décadas de 1910 y 1920, en la época del cine mudo.

## Biografía
Su verdadero nombre era Mary Brooks, y nació en un rancho cercano a Mount Shasta, California. Tras graduarse en la high school, empezó a actuar en un grupo teatral itinerante. Pasado un breve tiempo en la década de 1910 actuando en San Francisco (California), Little se pasó al cine, actuando en un principio en cortos del género western con el acto y director Broncho Billy Anderson. Su primera actuación cinematográfica llegó en 1911 con The Indian Maiden's Lesson, cinta en la que encarnaba a 'Pluma Roja'. En muchas de sus primeras producciones, Little a menudo actuaría en el papel de nativas americanas.
En 1912, Little actuaba con regularidad en seriales de temática western dirigidos por Thomas H. Ince, a menudo en el papel de "Princesa India", y usualmente trabajando junto a Francis Ford, Grace Cunard, Olive Tell, Jack Conway, Ethel Grandin, Mildred Harris y la estrella cowboy Art Acord para los Essanay Studios. Entre 1911 y 1914, Little actuaría en unos sesenta cortos, la gran mayoría del género western y formando parte de diferentes seriales. Otros actores importantes de la época con los que trabajó fueron Harold Lockwood, Jane Wolfe, William Worthington, Tom Chatterton, y el también director Frank Borzage.
Aunque posiblemente sea más recordada por su trabajo en los westerns, Ann Little fue una actriz versátil, con varios papeles en producciones dramáticas e incluso en comedias que le valieron positivas críticas. Entre los dramáticos figuran los seriales sobre la Guerra de Secesión dirigidos por William J. Bauman y Thomas Ince. Una de sus películas destacadas fue la estrenada en 1914 y escrita por Ruth Ann Baldwin y Allan Dwan Damon and Pythias, producción en la cual intervenían miles de extras. 

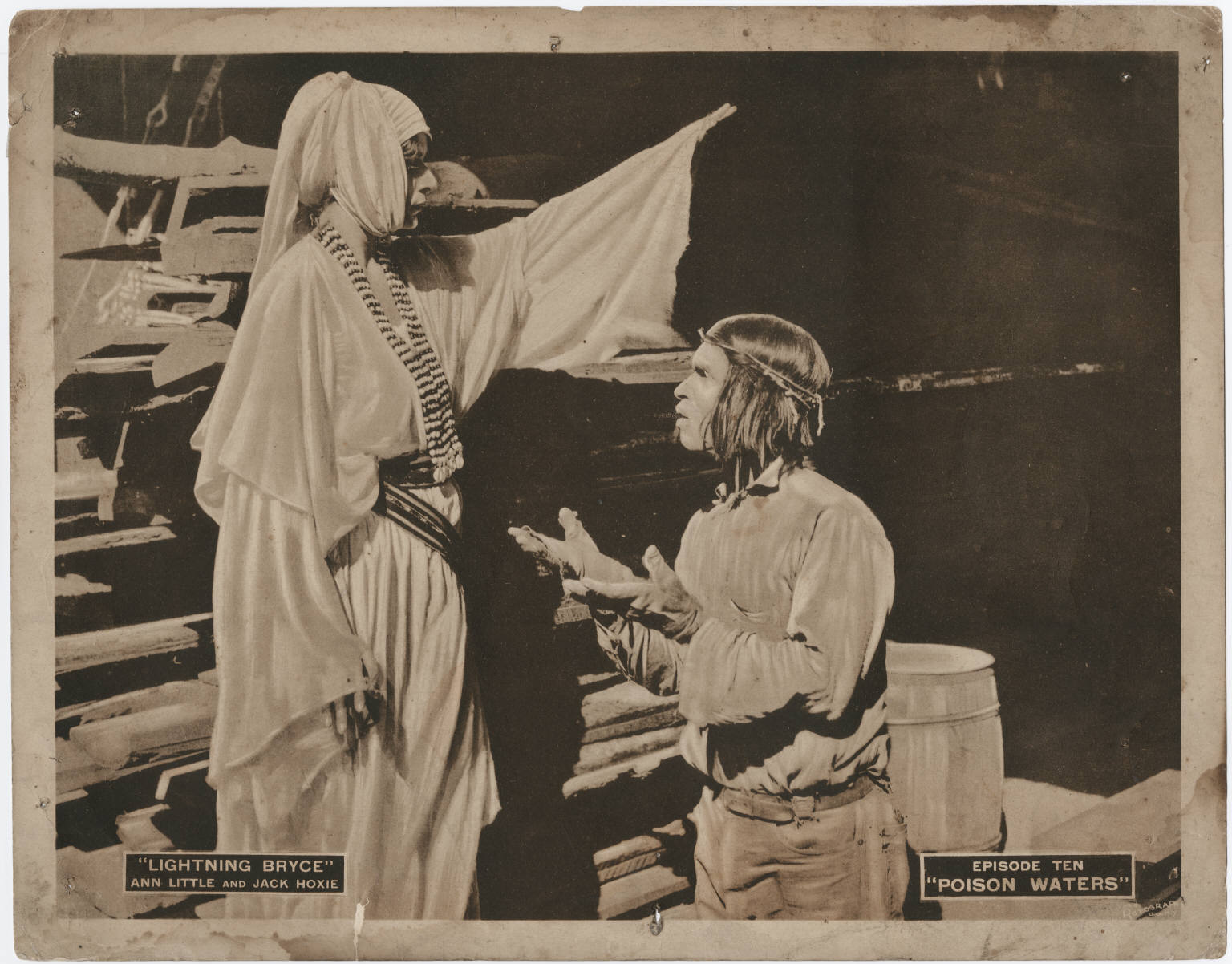
Lightning Bryce, protagonizada por Ann Little y Jack Hoxie (1919)

En 1917 Little fue contratada por Paramount Pictures, siendo a menudo emparejada con el famoso actor Wallace Reid en varios dramas y comedias populares y, aunque presuntamente cansada de estar encasillada en el género western, continuó actuando en dicho género, haciendo junto al actor cowboy Jack Hoxie el popular serial de 1919 Lightning Bryce. A principios de los años 1920, sin embargo, Little solamente haría papeles dramáticos aparte de sus actuaciones en el western. De ese período destacan las películas The Roaring Road (1919) y Excuse My Dust (1920) con Wallace Reid, The Cradle of Courage con William S. Hart, y el drama criminal The Greatest Menace (1923), en el que actuó junto a Wilfred Lucas.
En tiempos posteriores dirigió el Hotel Chateau Marmont en Sunset Strip, y raramente hablaba de sus años en el cine.
Ann Little falleció en 1984, a los 93 años de edad, en Los Ángeles, California, y fue enterrada en el Cementerio Forest Lawn Memorial Park de Glendale, California.

## Filmografía
- The Indian Maiden's Lesson, de Broncho Billy Anderson (1911)
- The Puncher's New Love, de Broncho Billy Anderson (1911)
- The Lucky Card, de Broncho Billy Anderson (1911)
- A Young Squaw's Bravery (1911)
- The Broken Trap (1911)
- Cowgirls' Pranks, de Thomas H. Ince (1911)
- The Indian Maid's Elopement, de Thomas H. Ince (1912)
- The Empty Water Keg, de Thomas H. Ince (1912)
- The Heart of an Indian, de Thomas H. Ince (1912)
- The Battle of the Red Men, de Thomas H. Ince (1912)
- The Crisis, de Thomas H. Ince (1912)
- Blazing the Trail, de Thomas H. Ince (1912)
- The Post Telegrapher, de Francis Ford y Thomas H. Ince (1912)
- The Lieutenant's Last Fight, de Thomas H. Ince (1912)
- The Outcast, de Thomas H. Ince o Francis Ford (1912)
- His Punishment, de Thomas H. Ince (1912)
- On the Warpath, de Reginald Barker (1912)
- His Nemesis, de Thomas H. Ince (1912)
- The Bugle Call, de Thomas H. Ince (1912)
- The Reckoning, de Thomas H. Ince (1912)
- For the Honor of the Tribe, de Thomas H. Ince (1912)
- The Doctor's Double, de Fred J. Balshofer (1912)
- His Better Self, de Fred J. Balshofer y Francis Ford (1912)
- For the Honor of the Seventh, de Reginald Barker (1912)
- Custer's Last Fight, de Francis Ford (1912)
- An Indian Legend, de Charles Giblyn (1912)
- On Secret Service, de Thomas H. Ince (1912)
- When Lee Surrenders, de Thomas H. Ince (1912)
- Mary of the Mines, de Francis Ford (1912)
- The Altar of Death, de Thomas H. Ince (192)
- The Civilian, de Thomas H. Ince (1912)
- The Invaders
- The Prospector's Daughter
- The Law of the West
- The Paymaster's Son
- The Little Turncoat
- A Shadow of the Past
- The Mosaic Law
- The Wheels of Destiny
- Smiling Dan
- The Counterfeiter
- Lure of the Violin
- His Heroine
- The Sergeant's Secret
- The Iconoclast, de Raymond B. West (1913)
- With Lee in Virginia
- Will o' the Wisp
- Past Redemption
- For Love of the Flag
- The Battle of Gettysburg
- An Indian's Gratitude
- From the Shadows
- The Banshee
- Old Mammy's Secret Code
- The House of Bondage
- The Heritage of Eve
- The Waif
- The Land of Dead Things
- The Greenhorn
- Venetian Romance
- The Belle of Yorktown
- The Sign of the Snake
- The Filly
- Her Legacy, de Fred J. Balshofer (1913)
- True Irish Hearts
- Prince, de Charles Giblyn (1914)
- The Primitive Call
- Heart of a Woman
- The Colonel's Adopted Daughter
- The Mystery Lady
- The Arrow Maker's Daughter
- For the Wearing of the Green, de Raymond B. West (1914)
- The Path of Genius
- The Silent Messenger, de Charles Giblyn (1914)
- The Squire's Son
- The Silent Witness, de Charles Giblyn y Thomas H. Ince (1914)
- On the Verge of War
- The Voice at the Telephone
- On the Rio Grande
- Prowlers of the Wild
- The Sob Sister
- Circle 17
- Through the Flames, de Otis Turner (1914)
- Universal Ike Junior in the Scarecrow and the Chaperone
- A Prince of Bavaria
- As the Wind Blows
- Kid Regan's Hands
- The Chorus Girl's Thanksgiving
- The Opened Shutters
- Damon and Pythias, de Otis Turner (1914)
- Called Back
- A Page from Life
- The Big Sister's Christmas
- Changed Lives
- The Black Box
- The Grail, de William Worthington (1915)
- Homage, de William Worthington (1915)
- The Great Ruby Mystery
- The Gopher
- The Social Lion
- Misjudged
- The Queen of Hearts
- Man-Afraid-of-His-Wardrobe
- Two Spot Joe
- The Sheriff of Willow Creek
- Playing for High Stakes
- Man to Man, de Donald MacDonald (1915)
- The Valley Feud
- Broadcloth and Buckskin
- There's Good in the Worst of Us
- The Cactus Blossom
- According to St. John
- When the Light Came
- Double Crossed
- The Quagmire
- The Ranger of Lonesome Gulch
- Two Bits
- The Awakening, de William Bertram (1916)
- A Flickering Light
- Unlucky Luke
- Jack
- The Pilgrim, de Frank Borzage (1916)
- The Demon of Fear
- Nugget Jim's Pardner, de Frank Borzage (1916)
- That Gal of Burke's
- The Courtin' of Calliope Clew
- Nell Dale's Men Folks
- The Forgotten Prayer
- Matchin' Jim
- Land o' Lizards
- Immediate Lee
- The Silent Master
- Under Handicap
- Nan of Music Mountain, de George Melford y Cecil B. DeMille (1917)
- The World for Sale
- Rimrock Jones
- The House of Silence
- Believe Me, Xantippe
- The Firefly of France
- Less Than Kin, de Donald Crisp (1918)
- The Source, de George Melford (1918)
- The Man from Funeral Range, de Walter Edwards (1918)
- The Squaw Man, de Cecil B. DeMille (1918)
- Alias Mike Moran, de James Cruze (1918)
- The Roaring Road, de James Cruze (1919)
- Something to Do, de Donald Crisp (1919)
- Square Deal Sanderson
- Told in the Hills, de George Melford (1919)
- Lightning Bryce, de Paul Hurst (1919)
- Excuse My Dust
- The Cradle of Courage
- The Blue Fox
- Nan of the North
- Chain Lightning
- The Eagle's Talons, de Duke Worne (1923)
- The Greatest Menace
- Secret Service Saunders, de Duke Worne (1925)